# (6080) Lugmair
(6080) Lugmair es un asteroide perteneciente al cinturón de asteroides, región del sistema solar que se encuentra entre las órbitas de Marte y Júpiter, más concretamente a la familia de Higía descubierto el 2 de marzo de 1981 por Schelte John Bus desde el Observatorio de Siding Spring, Nueva Gales del Sur, Australia.

## Designación y nombre
Designado provisionalmente como 1981 EY26. Fue nombrado Lugmair en homenaje a Günter Lugmair, director del Max-Planck-Institut für Chemie en Mainz, ha hecho muchas contribuciones a los campos de la geoquímica de los isótopos meteorológicos, lunares y terrestres y la cronología del sistema solar. Entre sus logros está el desarrollo de un método de datación utilizando isótopos de samario y neodimio.

## Características orbitales
Lugmair está situado a una distancia media del Sol de 3,191 ua, pudiendo alejarse hasta 3,458 ua y acercarse hasta 2,924 ua. Su excentricidad es 0,083 y la inclinación orbital 5,245 grados. Emplea 2082,32 días en completar una órbita alrededor del Sol.

## Características físicas
La magnitud absoluta de Lugmair es 12,8. Tiene 12,245 km de diámetro y su albedo se estima en 0,107. 